# St. Paul (Arkansas)
St. Paul – miasto w Stanach Zjednoczonych, w stanie Arkansas, w hrabstwie Madison.